# Осада Силвиша (1189)
Осада Силвиша была действием Третьего крестового похода и португальской Реконкисты в 1189 году. Город Силвиш в Альмохадском халифате был осаждён с 21 июля по 3 сентября войсками Португалии и группой крестоносцев из Северной Европы на пути к осаде Акры. Защитники капитулировали на условиях, город был передан Португалии, а крестоносцы забрали часть добычи.
Призыв к новому крестовому походу прозвучал в 1187 году, после потери Иерусалима. Первые флоты с севера прибыли в португальские воды весной 1189 года. Один из них разграбил Алвор и вырезал его жителей за несколько недель до того, как флот, который должен был атаковать Силвиш, собрался в Лиссабоне в начале июля. Объединённый флот португальцев и крестоносцев насчитывал 75 кораблей — 37 коггов северного типа и 38 галер. Он нес армию из 3 500 крестоносцев, а король Португалии Саншу I шел по суше со своей собственной армией.
20 июля крестоносцы разбили лагерь перед Силвишем и на следующий день начали штурм с помощью лестниц. Они успешно захватили обнесённый стеной нижний город и начали готовить осадные машины. Саншу прибыл 29 июля, а его армия — днем позже, после чего город был полностью окружен. Штурм начался 6 августа. Попытки подорвать стены и башни начались 9 августа и продолжались с переменным успехом до конца. Защитники контрминировали, и под землёй шли бои, возможно, включая использование греческим огнём альмохадским гарнизоном.
10 августа бруствер был захвачен. К середине августа защитники страдали от нехватки воды. 1 сентября португальцы предложили условия, и защитники согласились на переговоры. Крестоносцы отказались отказаться от своего права на грабёж, но защитникам было разрешено уйти с миром. 3 сентября город был передан Саншу, который, в свою очередь, разрешил его занятие крестоносцами для раздела добычи. В конце концов они покинули город под давлением, и, создав гарнизон, Саншу уехал 12 сентября.
Падение Силвиша означало, что девять отдалённых замков, подчинённых его губернатору Альмохадов, перешли под контроль португальцев. Кроме того, Албуфейра сдалась. Однако крестоносцы отказались помочь осадить Фаро и 20 сентября отплыли, чтобы возобновить свой крестовый поход. Успех у Силвиша был относительно недолгим. В апреле 1190 года альмохадский халиф Якуб аль-Мансур начал наступление, намереваясь вернуть Силвиш. Его первая попытка потерпела неудачу, но он возобновил своё вторжение в апреле 1191 года, и в июле Силвиш был отбит.

## Исторический фон

### Статус Силвиша

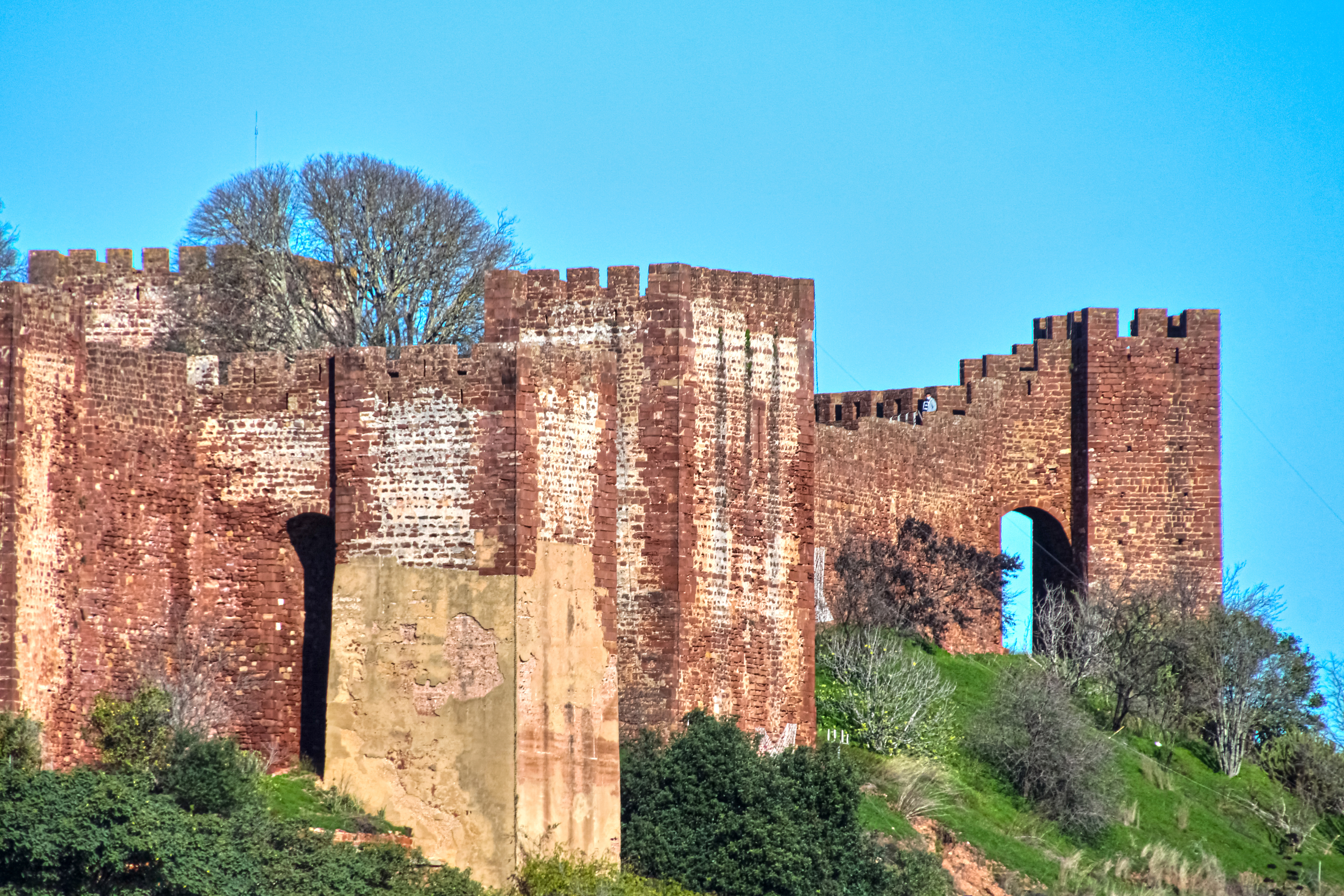
Часть стен Силвиша сегодня с башней Альбаррана.

Силвиш (араб. Шилб или Кселб) находится на реке Араде примерно в 8 милях (13 км) вверх по реке от побережья. Он расположен на холме высотой 200 футов (61 м). В этом месте реку пересекал мост. Согласно Нарратио, в 1189 году население города составляло 15 800 человек . Он попал под косвенное правление Альмохадов в 1146 году, когда он был захвачен у Альморавидов и передан под власть Ибн Каси, лидера местной секты Муридун. Он перешёл под прямое правление Альмохадов в 1157 году. Это была столица провинции аль-Гарб. Его правителем в 1189 году был Иса ибн Аби Хафс ибн Али. По словам Ибн 'Идхари, он был «очень опытен в защите границ».
Как место, имеющее стратегическое значение, укрепления Силвеша были обширными, но, возможно, не «полностью развитыми» в 1189 году. Их было достаточно, чтобы во время осады 1063 года потребовались осадные машины . Альмохады сделали ремонт после получения полного контроля в 1157 году. Вершина холма была окружена валом из утрамбованной земли, облицованной камнем. У него было не менее семнадцати башен альбарраны, то есть установленный снаружи стены и соединенный с ней при помощи надземных переходов. Особенно большой была башня под главными воротами. Это были не пустотелые конструкции, а приподнятые боевые платформы, цельные до высоты, равной стенам. Две параллельные стены вели вниз с вершины холма к реке, защищая водопровод, который также защищали четыре башни. Автор Нарратио называет обнесённый стеной участок, ведущий к реке коррасом, от местного романского слова couraça, «брусчатка». Предместье у подножия холма имело более слабую систему стен и защищалось единственной башней. Укрепления подробно описаны аль-Идриси.
Несмотря на свой опыт, Ибн Аби Хафс не подготовил должным образом припасы для длительной осады. Была засуха, из-за которой уровень воды в гавани Силвеша был настолько низким, что там застряли пять галер — судов с малой осадкой. Помимо нехватки продовольствия и воды, ощущалась нехватка доспехов и солдат. Четыреста заключенных-христиан пришлось отправить на службу.

### Португальское планирование
В октябре 1187 года Иерусалим был захвачен Айюбидами, и папа римский Григорий VIII в своей булле Audita tremendi призвал к новому крестовому походу, чтобы вернуть его. Король Саншу послал письмо Григорию, которое было неверно истолковано в более поздних традициях как демонстрация намерения присоединиться к запланированному крестовому походу. Хотя Саншу, вероятно, не собирался отправляться в крестовый поход, он понимал ценность крестоносцев, плывущих в Португалию по пути на восток. Такой флот помог в завоевании Лиссабона в 1147 году во время Второго крестового похода.
Первый прибывший флот крестоносцев состоял из пятидесяти-шестидесяти кораблей из Дании и Фризии. Они прибыли в июне 1189 года. По приглашению Саншу они помогли взять Алвор. Вопреки условностям, они вырезали его жителей. Получив свою долю добычи, они поплыли дальше. Саншу и его войска возвращаются в Лиссабон, чтобы дождаться следующей группы крестоносцев.

### Путешествие крестоносцев (апрель — июль)

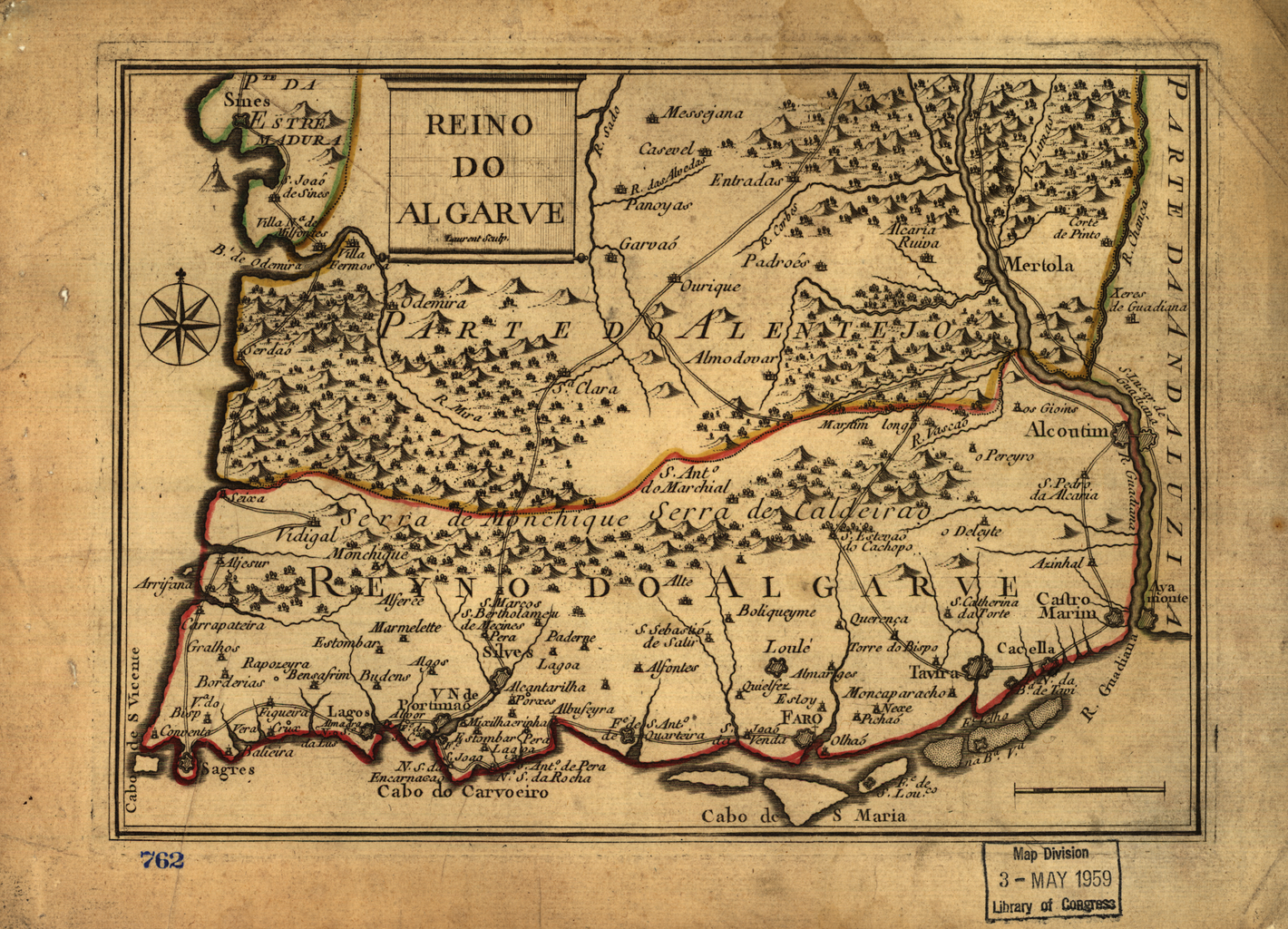
Карта 18-го века Аль-Гарба 13-го века, на которой показаны Силвеш и основные места в провинции Альмохадов в 1189 году.

В апреле 1189 года из Бремена вышел флот из одиннадцати кораблей крестоносцев, направлявшихся в Святую Землю из Бремена. Автор Нарратио был на одном из таких кораблей. Он отмечает, что состав отряда крестоносцев был разным: некоторые присоединялись на более позднем этапе путешествия, а другие уходили, чтобы найти свой собственный путь в Святую Землю. Похоже, что они в основном пришли с севера Германского королевства в Священной Римской империи, поскольку автор Наррацио называет их «наше королевство» и «наша империя».
Флот вошёл в море в Блексене в устье Везера 22 апреля. Один корабль был оставлен на песчаной отмели 23 апреля, чтобы позже присоединиться к флоту. Остальные прибыли в Лоустофт в Англии 24 апреля. 25 апреля три корабля сели на мель на песчаной отмели, когда флот пытался войти в порт Сэндвич во время шторма. Никто не погиб, оборудование было спасено, но удалось спасти только один корабль. Ремонт длился 23 дня, с 26 апреля по 18 мая.
После покупки одного корабля на замену в Лондоне флот покинул Сэндвич 19 мая и направился на запад вдоль побережья Англии в Уинчелси, Ярмут (23 мая) и Дартмут (24 мая). Некоторые крестоносцы из Лондона, о которых Gesta regis Henrici secundi сообщает, что они присутствовали при падении Силвеша, возможно, присоединились к флоту в это время . Флот отплыл в Бретань 25 мая и был в море шесть дней до посадки на Бель-Иль, где они провели восемь дней в ожидании ветра. Обогнув Бретань, они остановились на один день в Ла-Рошели (9 июня). Затем они переплыли через Бискайский залив до залива Луанко у замка Госон в королевстве Леон, куда они прибыли 18 июня.
19-20 июня крестоносцы совершили краткое сухопутное паломничество к собору Овьедо. Они отплыли из Луанко утром 22 июня и прибыли в устье Тамбре, либо в Муросе, либо в Ное поздно вечером 23 июня. Некоторые отправились в паломничество по суше в Сантьяго-де-Компостела. Галера из Туя присоединилась к флоту в Галисии, увеличив его размер до одиннадцати кораблей, хотя и не до тех одиннадцати, с которых он начал. Усиленный флот отправился в путь 1 июля и прибыл в Лиссабон 3 или 4 июля.

## Кампания (июль — сентябрь)

### Подготовка и манёвры

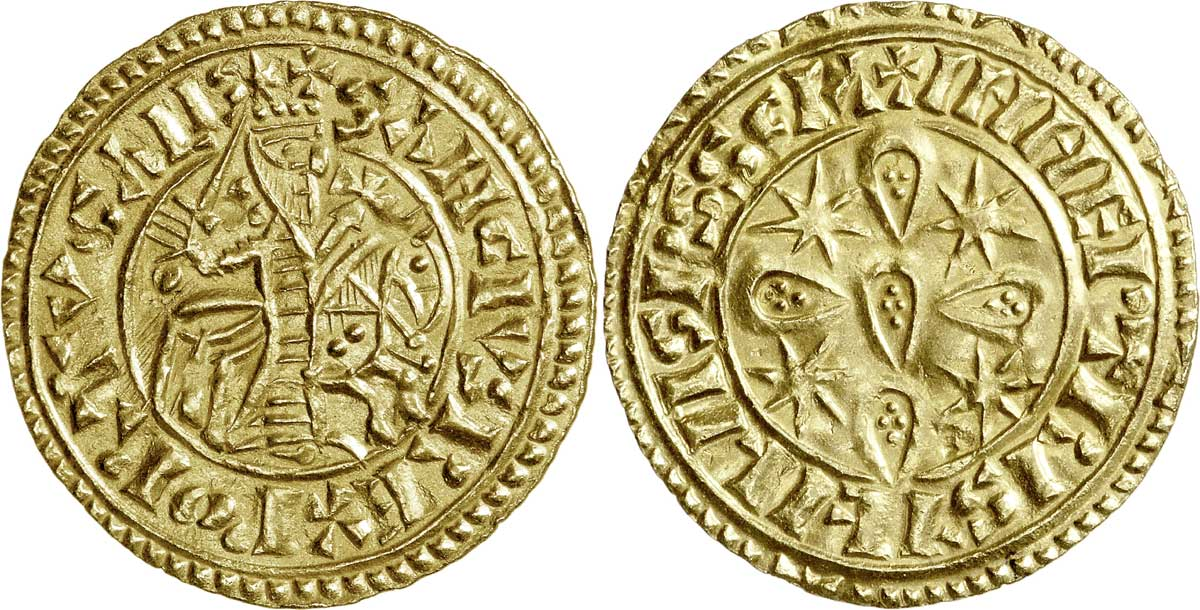
Золотой мараведи Саншу I, изображающий на аверсе короля в виде рыцаря верхом на коне с поднятым мечом.

В Лиссабоне крестоносцы узнали о разграблении Алвора и были приглашены принять участие в нападении на Силвиш. В зависимости от прочтения Нарратио, Саншу обращался с этой просьбой либо во время подготовки к экспедиции, либо уже после того, как он начал свой поход. Согласно соглашению, представленному Ральфом из Дисето, король согласился позволить крестоносцам сохранить любую добычу, которую они взяли, если они признают его право на город.
В то время в гавани Лиссабона было либо 24, либо 44 других корабля . Некоторые из них, возможно, были частью флота из 37 английских кораблей крестоносцев, которые, по словам Ральфа, покинули Дартмут 18 мая и прибыли в Лиссабон 29 июня . Согласно « Нарратио», флот крестоносцев, который теперь насчитывал 36 «великих кораблей» (когов) и одну галисийскую галеру, оставался в Лиссабоне одиннадцать дней. В Crónica de 1419 говорится, что крестоносцев сопровождало 36 священников, что хорошо согласуется с утверждением в De expugnatione Lyxbonensi о том, что флот 1147 года, завоевавший Лиссабон, нес по одному священнику на корабль.
Вечером 14 июля флот отплыл из Лиссабона в Силвиш . По словам Ральфа, Саншу предоставил флот из 37 галер плюс большое количество пиннаков. Ральф и Нарратио оценивают численность армии крестоносцев в 3500 человек, что считается точным. Те, кто отплыл из Блексена, по-видимому, в основном были простолюдинами. Во всем Нарратио единственным дворянином, упомянутым среди крестоносцев, был галисийский рыцарь, взобравшийся на борт в качестве лоцмана.
Флоты вошли в устье Араде 17 июля и бросили якорь. Согласно Narratio, земля была пуста, потому что её жители бежали в поисках убежища в город. Отряды рейдов были отправлены грабить и сжигать близлежащие деревни. Двое мужчин из Бремена разделились и попали в засаду отряда из десяти кавалеристов Альмохадов. Лодка была отправлена вверх по реке и через Оделоку, чтобы установить контакт с португальским лагерем на расстоянии около 16 миль (26 км) . Саншу делегировал командование лейтенанту, имя которого в Нарратио не упоминается. Согласно аль-Марракуши, это был Педро Энрикес, но есть некоторые сомнения в точности аль-Марракуши в этом вопросе. 18 июля к крестоносцам присоединился корабль из Бретани. В тот же день португальский командующий прибыл на якорную стоянку, чтобы обсудить атаку. Согласно Нарратио, он предложил атаковать место под названием Дардеа вместо Силвиша, но крестоносцы отказались. (Если Дардея является ошибкой для Гардеи, её можно приравнять к Картае).
19 июля крестоносцы проплыли по Араде так далеко, как только могли, в то время как португальцы двинулись на позицию прямо перед ними. 20 июля они подошли к городу на яликах и, согласно Нарратио, «разбили лагерь так, чтобы он находился на расстоянии двух выстрелов из лука от стены». Они, вероятно, были на западной стороне города. Кавалерийский отряд вышел, чтобы спровоцировать ответ, и, вопреки приказу, некоторые крестоносцы атаковали их. Они были атакованы со стен и отступили, понеся потери . Лагерь был перемещен ближе к стенам пригорода, и крестоносцы провели день, готовя лестницы для нападения на следующее утро.

## Осада

### Первоначальные штурмы и падение нижнего города
Осада началась со штурма стен нижнего города 21 июля. Португальцы и крестоносцы атаковали с разных направлений. Оказав слабое сопротивление камнями и дротиками, защитники отступили к городу, оставив нижний город в руках нападавших. Согласно Нарратио, губернатор приказал обезглавить солдат, инициировавших отступление.
22 июля, оставив захваченный город на удержание экипажам галер, армия начала штурм города с лестницами, но была отбита. В Нарратио описывается сильный огонь с обеих сторон. В тот же вечер лагерь крестоносцев был перенесён во второй раз, прямо к стенам захваченного города. Работа над осадными машинами была начата. Согласно Crónica de 1419, король Саншу прибыл 22 июля. Нарратио, однако, относит его прибытие на 29 июля, с подкреплением и багажом, идущим за ним . Путешествие из Лиссабона заняло семь дней, согласно Narratio. Говорят, что королевская армия включала «большое количество кавалерии, пехоты и галерных экипажей, а также… религиозных рыцарей трёх типов», а именно тамплиеров, госпитальеров и Ависского ордена. Они прибыли 30 июля, и город был окружен со всех сторон. Армии крестоносцев в 3500 человек было недостаточно, чтобы полностью обложить город.
Пока они работали над двигателями, крестоносцы, по словам Нарратио, «стреляли и стреляли в них из стрел или из машин». Моторный штурм начался 6 августа, когда немцы придвинули к стене между двумя башнями таран. Защитникам удалось поджечь его и уничтожить. В ответ на эту неудачу фламандцы предложили уйти. Фламандцы не были частью флота, покинувшего Блексен, но были среди тех, кто прибыл в Лиссабон раньше. 7 августа немецкая осадная машина начала стрелять по двум башням, а две машины Саншу начали обстрел людей в городе.

### Захват бруствера

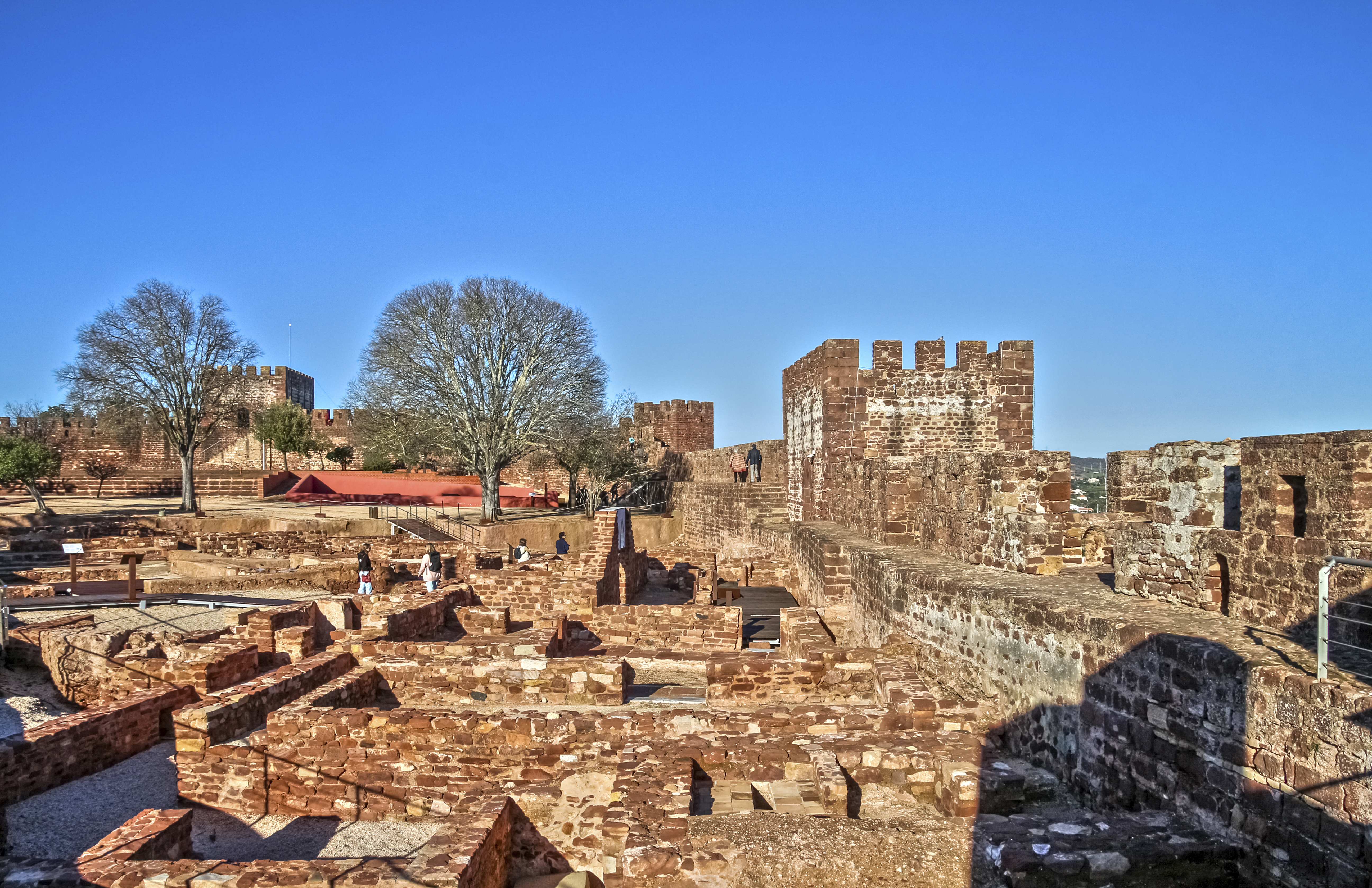
Руины укреплений Силвиша сегодня

8 августа в лагерь Саншу прибыл мавританский или чернокожий перебежчик-мусульманин с двумя вымпелами. Есть несколько интерпретаций этого инцидента, записанных в Нарратио. Перебежчик мог пообещать передать город, как только будет захвачен бруствер; или, возможно, просто осмелел крестоносцев хвастаться, что они скоро возьмут бруствер; или даже посоветовал им сосредоточиться на бруствере как на слабом месте в защите. После дезертирства осаждающие начали концентрироваться на бруствере.
9 августа крестоносцы начали подрыв стен бруствера, но ночью отошли, полагая, что защитники их контрминируют. На следующее утро они зажгли балки, поддерживающие туннель, и часть башни рухнула. Дальнейшая добыча обрушила его ещё больше, и нападавшим удалось войти по лестницам, а защитники отступили вдоль стен к верхней части крепости. Затем крестоносцы разрушили стену в двух местах, а колодец, который город использовал для воды, засыпали.

### Штурм верхнего города
11 августа крестоносцы начали минировать стены города, но на следующий день защитники вывели туннели и сожгли их. Фламандцы попытались минировать стену нижнего города до того места, где она соединяется с башней верхнего города, но 13 августа защитники разрушили участок стены, соединённый с башней. Нарратион отмечает, что в этот момент защитники страдали от жажды и увеличилось дезертирство:
…многие теперь бежали к нам в разное время из крепости, чтобы спасти свою жизнь; и чтобы побудить других уйти, мы никоим образом не причинили им вреда. [14 августа] сарацины напали на нас, и наши люди в этом секторе были выстроены готовыми к бою, когда один из сарацин спрыгнул со стены и побежал к нашим людям. Он очень хотел пить и просил воды… Он сказал нам, что очень многие враги умирали от жажды, потому что у них было очень мало воды в их колодцах там наверху…
18 августа был предпринят полномасштабный штурм с использованием лестниц, но он был отбит. Попытка засыпать ров также была отбита. Согласно Narratio, португальская армия хотела отступить после этих неудач, но крестоносцы отказались, и король Санчо встал на их сторону. Затем атакующие сосредоточились на северной стене со своими осадными орудиями, четыре из которых были поставлены крестоносцами, а три — португальцами. Им противостояли четыре двигателя внутри города. Новый туннель был начат на расстоянии от стены, чтобы избежать раннего обнаружения, но защитники заметили его и дважды совершали вылазки, а 22 августа были отброшены во второй раз.
23 августа между крестоносцами и португальцами произошёл спор, на этот раз король предложил уйти. В конце концов он согласился остаться ещё на четыре дня. За это время был начат новый туннель. Защитники контрминировали, и под землёй завязался бой. Согласно Narratio, нападавшие были отброшены «обильным огненным потоком» (igneo copyoso fluvio), что, возможно, указывает на греческий огонь. Защитники также вырыли траншею вдоль внутренней части стены, чтобы быть готовыми встретить нападавших, если они прокопают туннель под стеной. Согласно нарративу, однако цель туннеля заключалась в том, чтобы подорвать стену. Работы над туннелем и подземные бои продолжались до тех пор, пока не капитулировали и по крайней мере одна из башен не была полностью разрушена.

### Переговоры и капитуляция

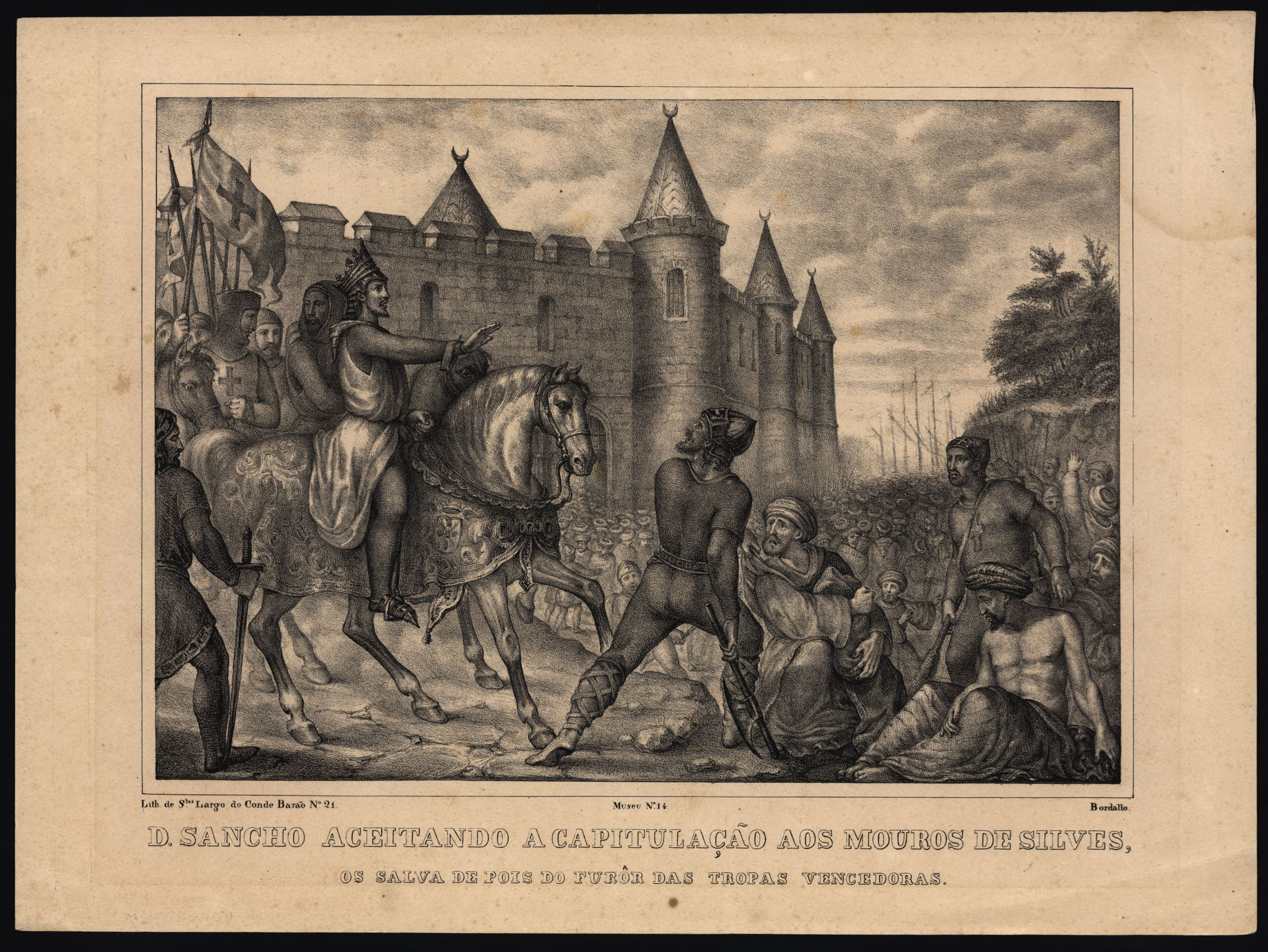
Изображение капитуляции Силвиша в XIX веке.

1 сентября португальцы предложили защитникам сдаться, и начались переговоры. Согласно Нарратио, на этом этапе было много дезертирств из города. Защитники согласились сдаться при условии, что они сохранят своё движимое имущество и им будет разрешено уйти. Саншу предложил крестоносцам 10 000 золотых монет за отказ от права на грабёж, от которого они отказались. Они приняли 20 000 золотых монет, но когда стало очевидно, что королю потребуется некоторое время, чтобы собрать такую большую сумму, они отозвали свое согласие. Они согласились только на то, чтобы защитникам было разрешено спокойно уйти в той одежде, в которой они были одеты . Ибн Аби Хафс принял эти условия 2 сентября.
3 сентября город был сдан. Эта дата встречается в Narratio, Chronicon Conimbricense (который ошибочно относит её к 1190 году) и Ибн 'Идхари (20 Раджаба по исламскому календарю), указывая на то, что Ральф из Дичето ошибочно указывает 6 сентября. Капитуляция была сделана Саншу, а не крестоносцам. Губернатор выехал, а остальные последовали пешком. По мнению автора нарратива, некоторые крестоносцы действовали «вопреки договору», грабя отъезжающих мусульман или даже пытая некоторых в городе, чтобы раскрыть их скрытые богатства. Он описывает защитников как слабых и истощенных от нехватки воды. Из 450 пленных христиан в Силвише в начале осады в живых осталось только 200 или около того.

## Оккупация и трофеи

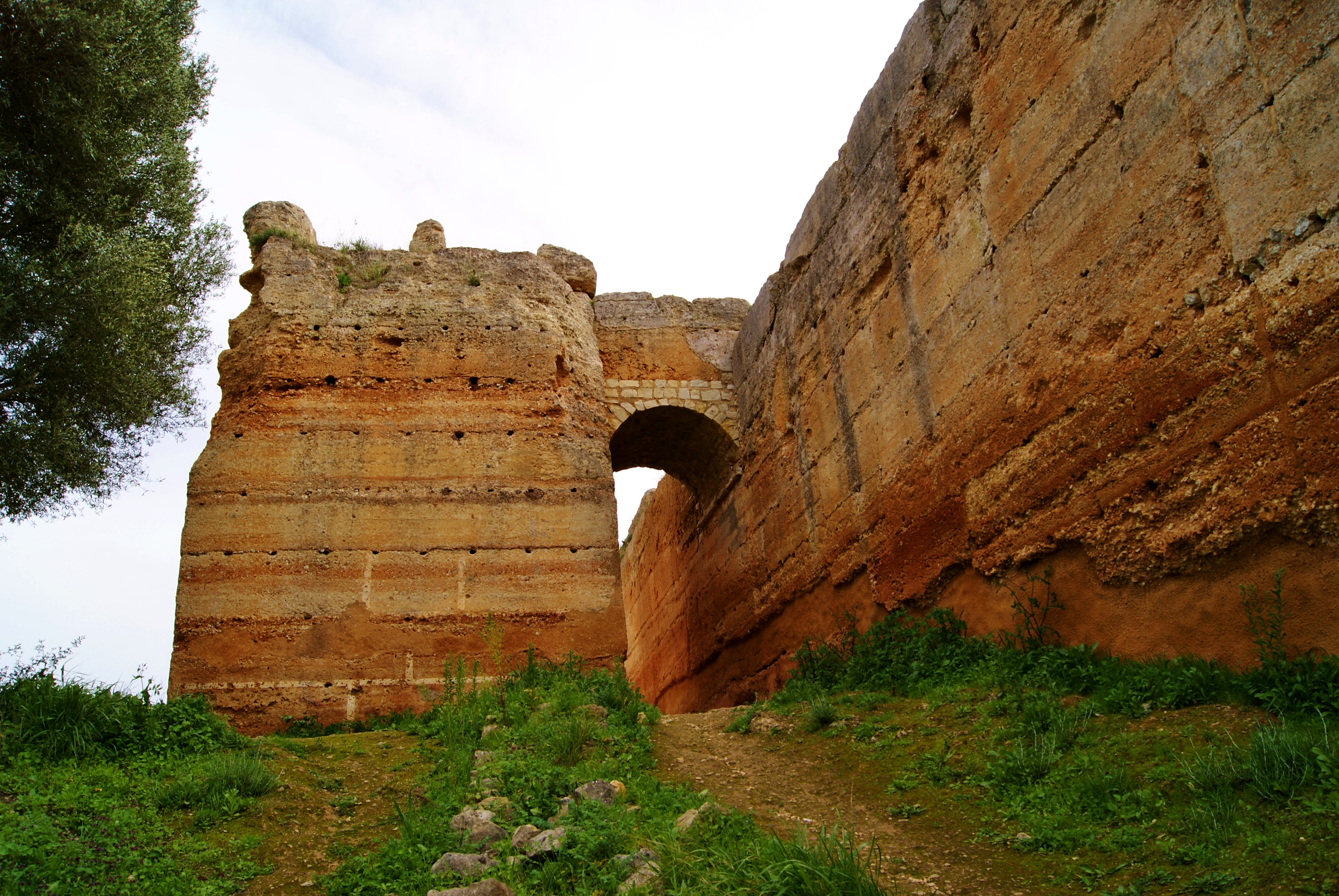
Башня Альбаррана в Падерне, капитулировавшая перед Саншу после падения Силвиша.

Согласно Нарратиу, девять замков, которыми управлял Силвиш, перешли в руки португальцев после падения города: Лагуш, Алвор, Портиман, Моншики, Санту-Эштеван, Карвоейру, Сан-Бартоломеу-де-Мессинеш, Падерн и Карфанабель. Последнее место неизвестно, но может быть Кабо-де-Сан-Висенте или Сагриш. Они были большей частью заброшены, так как их жители бежали в Силвиш. Губернатор Албуфейры сдался португальцам из страха перед крестоносцами.
Первоначально Силвиш был оккупирован крестоносцами, а португальская армия осталась снаружи. Это должно было позволить крестоносцам разделить добычу. По первоначальному соглашению с Саншу им была выделена вся добыча, но во время осады они согласились отдать часть королю для раздачи его армии. Саншу предъявил права на городские запасы зерна. Согласно Нарратио, делёж добычи привёл к суматохе, и, чтобы избежать эскалации, вожди крестового похода передали город Саншу, прося, чтобы он выделил им изрядную часть оставшихся в нём богатств, что он не сделал.
Согласно Нарратио, Саншу также пообещал передать десятую часть завоёванных земель Храму Гроба Господня в качестве компенсации за задержку крестоносцев, но впоследствии отказался. Он оставался в Силвише до 12 сентября, создав гарнизон и назначив своего лейтенанта его губернатором. Обычно считается, что это тот же неназванный человек, который командовал с начала осады, но Фридрих Курт утверждал, что новым губернатором был Альваро Мартинш, который, как известно, впоследствии погиб при Силвише в битве с маврами где-то до 27 июля 1190 года. Кем бы он ни был, новый губернатор назначил фламандца Николая новым епископом Силвиша. В результате некоторые фламандские крестоносцы предпочли остаться в Силвише. По словам Ральфа из Дисето, Николас посвятил мечеть собору 8 сентября. Он также попросил уходящих крестоносцев помочь португальцам осадить Фаро, но они отказались. Автор "Нарратиона " полагал, что весь Гарб, включая города Фаро, Лоле, Касела, Тавира, Мертола и Серпа, мог быть взят, если бы не неприязнь Саншу к крестоносцам и «проклятая поспешность некоторых наших мужчин».

## Последствие

### Продолжение крестового похода
Флот крестоносцев отправился в плавание 7 сентября, но остановился, чтобы разделить добычу и отремонтировать два корабля. Он не входил в Атлантику до 20 сентября . Они миновали остров Салтес, жители которого бежали в Уэльву при их приближении, и 26 сентября из-за встречных ветров были вынуждены войти в порт Кадис. Беженцы из Силвеша предупредили население, и большинство из них бежало. Однако губернатор согласился освободить двенадцать заключённых-христиан и заплатить дань. Когда на следующий день было передано только четыре пленных, крестоносцы неистовствовали, сжигая дома, снося стены и выкорчёвывая виноградники и фруктовые сады.
Крестоносцы вышли из Кадиса 28 сентября и высадились в Тарифе 29 сентября. Пока кавалерия и пехота занимали позиции для защиты города, крестоносцы вошли в свои скифы. Однако атака была отменена из-за отсутствия единодушия. Затем крестоносцы переплыли через Гибралтарский пролив в ночь с 29 на 30 сентября. В Средиземном море флот следовал за европейским побережьем. Повествование заканчивается уведомлением о флоте в Монпелье и Марселе. Флот мог зимовать в Марселе или, возможно, на Сицилии.
Itinerarium peregrinorum может свидетельствовать о прибытии флота в Акру, хотя его отчет несколько запутан, и есть хронологические проблемы с этой интерпретацией. Флот, прибывший в сентябре 1189 года, не может быть тем, что напал на Силвиш, и, вероятно, это тот, кто разграбил Алвор . Флот из Силвиша прибыл в Акру в период с апреля по июнь 1190 года. Его прибытие подразумевается присутствием купцов и других простолюдинов из Бремена и Любека, прибывших на винтиках. Согласно Narratio de primordiis ordinis theutonici, они использовали дерево и ткань со своих парусных кораблей, чтобы построить полевой госпиталь, который в конечном итоге превратился в Тевтонский орден. Главой госпиталя на этом этапе был священник по имени Сибранд.

### Ответ Альмохадов

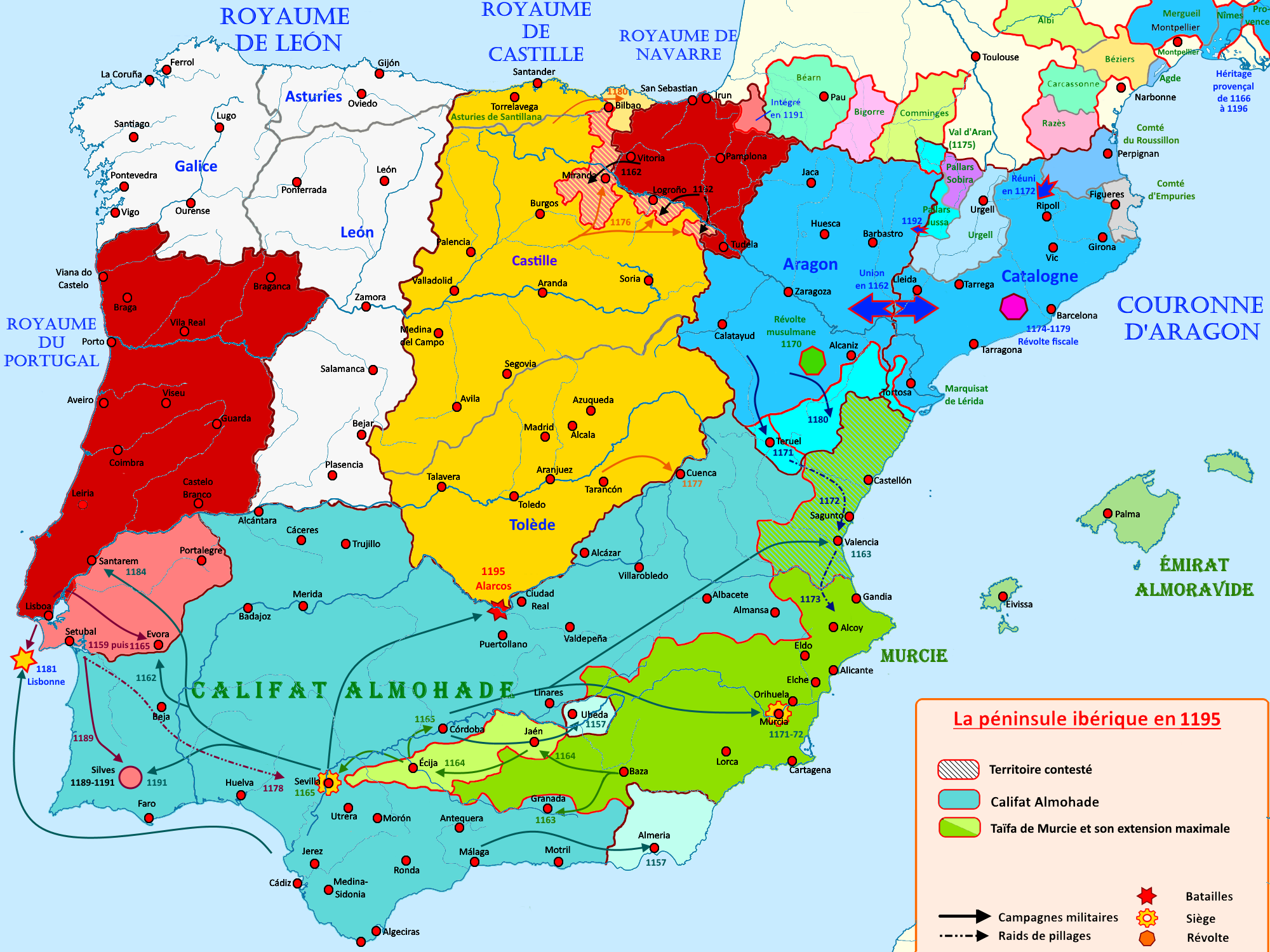
Государство Пиренейского полуострова в 1195 году, показывающее недавние территориальные изменения и военные действия.

Ещё до потери Силвиша Альмохады планировали кампанию против Португалии. Халиф Абу Якуб Юсуф погиб во время кампании против Португалии при осаде Сантарена в 1184 году. Саншу, тогдашний наследник, был среди защитников. Сын и преемник Юсуфа, Якуб аль-Мансур, должен был противостоять восстанию в Африке в начале своего правления. По словам Ибн Идхари, к 1188 году он начал планировать продолжение священной войны в Португалии. Летом 1189 года, прежде чем он был готов действовать, его территории вокруг Кордовы и Альхарафе подверглись набегам короля Кастилии Альфонсо VIII. Было захвачено несколько замков и, по сообщению Anales toledanos, кастильцы даже дошли до моря.
В апреле 1190 года Якуб аль-Мансур наконец начал свою кампанию против Португалии. В июне он подписал перемирие с Кастилией, чтобы иметь возможность сосредоточить свои усилия против Португалии. Его осада Силвиша не удалась, но он перезимовал в Севилье и начал новое вторжение в апреле 1191 года. Его вторая осада Силвиша удалась, и город сдался в июле с разрешения Саншу. В 1197 году другой немецкий крестовый поход захватил и разграбил Силвиш, но не передал его Саншу. Таким образом, он оставался в руках Альмохадов до 1240-х годов, хотя его более поздняя мусульманская история неясна. Он был захвачен португальцами в неустановленную дату, возможно, в 1240, 1242 или 1249 году.